# Meridià 89 a l'oest
El meridià 89 a l'oest de Greenwich és una línia de longitud que s'estén des del pol Nord travessant l'oceà Àrtic, Amèrica, l'oceà Atlàntic, l'oceà Pacífic, l'oceà Antàrtic, i l'Antàrtida fins al pol Sud.
El meridià 89 a l'oest forma un cercle màxim amb el meridià 91 a l'est. Com tots els altres meridians, la seva longitud correspon a una semicircumferència terrestre, uns 20.003,932 km. Al nivell de l'Equador, és a una distància del meridià de Greenwich de 9.907 km.

## De Pol a Pol
Començant en el pol Nord i dirigint-se cap al pol Sud, aquest meridià travessa:
| Coordenades                             | País, territori o mar     | Notes |
| --------------------------------------- | ------------------------- | --- |
| 90° 0′ N, 89° 0′ O / 90.000°N,89.000°O  | Oceà Àrtic                | |
| 82° 0′ N, 89° 0′ O / 82.000°N,89.000°O  | Canadà                    | Nunavut - Ellesmere |
| 80° 48′ N, 89° 0′ O / 80.800°N,89.000°O | Estret de Nansen          | |
| 80° 11′ N, 89° 0′ O / 80.183°N,89.000°O | Canadà                    | Nunavut - Illa d'Axel Heiberg |
| 78° 10′ N, 89° 0′ O / 78.167°N,89.000°O | Badia de Noruega          | |
| 76° 56′ N, 89° 0′ O / 76.933°N,89.000°O | Canadà                    | Nunavut - Ellesmere |
| 76° 24′ N, 89° 0′ O / 76.400°N,89.000°O | Estret de Jones           | |
| 75° 28′ N, 89° 0′ O / 75.467°N,89.000°O | Canadà                    | Nunavut - Illa Devon |
| 74° 47′ N, 89° 0′ O / 74.783°N,89.000°O | Estret de Lancaster       | |
| 73° 50′ N, 89° 0′ O / 73.833°N,89.000°O | Estret del Príncep Regent | |
| 73° 16′ N, 89° 0′ O / 73.267°N,89.000°O | Canadà                    | Nunavut - Illa de Baffin |
| 70° 40′ N, 89° 0′ O / 70.667°N,89.000°O | Golf de Boothia           | |
| 69° 16′ N, 89° 0′ O / 69.267°N,89.000°O | Canadà                    | Nunavut - terra ferma |
| 64° 16′ N, 89° 0′ O / 64.267°N,89.000°O | Badia de Hudson           | |
| 56° 51′ N, 89° 0′ O / 56.850°N,89.000°O | Canadà                    | Manitoba - per 1 km Ontario - des de 56° 50′ N, 89° 0′ O / 56.833°N,89.000°O |
| 48° 30′ N, 89° 0′ O / 48.500°N,89.000°O | Llac Superior             | |
| 48° 0′ N, 89° 0′ O / 48.000°N,89.000°O  | Estats Units              | Michigan - Isle Royale |
| 47° 51′ N, 89° 0′ O / 47.850°N,89.000°O | Llac Superior             | |
| 46° 54′ N, 89° 0′ O / 46.900°N,89.000°O | Estats Units              | Michigan Wisconsin - des de 45° 47′ N, 89° 0′ O / 45.783°N,89.000°O, passa a través de Milwaukee (at 43° 2′ N, 89° 0′ O / 43.033°N,89.000°O) Illinois - des de 42° 30′ N, 89° 0′ O / 42.500°N,89.000°O, passa a través dels afores de Chicago (a 41° 55′ N, 89° 0′ O / 41.917°N,89.000°O) Indiana - per uns 2 km des de 38° 6′ N, 89° 0′ O / 38.100°N,89.000°O Illinois - per uns 4 km des de 38° 5′ N, 89° 0′ O / 38.083°N,89.000°O Indiana - des de 38° 3′ N, 89° 0′ O / 38.050°N,89.000°O Kentucky - des de 37° 47′ N, 89° 0′ O / 37.783°N,89.000°O Tennessee - des de 36° 41′ N, 89° 0′ O / 36.683°N,89.000°O Alabama - des de 35° 0′ N, 89° 0′ O / 35.000°N,89.000°O |
| 30° 42′ N, 89° 0′ O / 30.700°N,89.000°O | Badia de Mobile           | |
| 30° 14′ N, 89° 0′ O / 30.233°N,89.000°O | Estats Units              | Alabama - Península de Mobile Point |
| 30° 13′ N, 89° 0′ O / 30.217°N,89.000°O | Golf de Mèxic             | |
| 21° 36′ N, 89° 0′ O / 21.600°N,89.000°O | Mèxic                     | Yucatán Quintana Roo - des de 20° 24′ N, 89° 0′ O / 20.400°N,89.000°O |
| 18° 27′ N, 89° 0′ O / 18.450°N,89.000°O | Badia de Chetumal         | |
| 17° 54′ N, 89° 0′ O / 17.900°N,89.000°O | Belize                    | Ambergris Caye |
| 17° 47′ N, 89° 0′ O / 17.783°N,89.000°O | Mar Carib                 | Passa per nombroses illes de Belize |
| 46° 59′ N, 89° 0′ O / 46.983°N,89.000°O | Estats Units              | Michigan Wisconsin - des de 46° 6′ N, 89° 0′ O / 46.100°N,89.000°O Illinois - des de 42° 30′ N, 89° 0′ O / 42.500°N,89.000°O Kentucky - des de 37° 13′ N, 89° 0′ O / 37.217°N,89.000°O Tennessee - des de 36° 30′ N, 89° 0′ O / 36.500°N,89.000°O Mississipi - des de 35° 0′ N, 89° 0′ O / 35.000°N,89.000°O |
| 30° 23′ N, 89° 0′ O / 30.383°N,89.000°O | Golf de Mèxic             | Travessa les illes Chandeleur, Louisiana, Estats Units (at 29° 36′ N, 89° 0′ O / 29.600°N,89.000°O) |
| 29° 11′ N, 89° 0′ O / 29.183°N,89.000°O | Estats Units              | Louisiana - Delta del Mississipi |
| 29° 10′ N, 89° 0′ O / 29.167°N,89.000°O | Golf de Mèxic             | |
| 21° 22′ N, 89° 0′ O / 21.367°N,89.000°O | Mèxic                     | Yucatán Quintana Roo - des de 35° 0′ N, 89° 0′ O / 35.000°N,89.000°O |
| 17° 59′ N, 89° 0′ O / 17.983°N,89.000°O | Belize                    | |
| 15° 54′ N, 89° 0′ O / 15.900°N,89.000°O | Guatemala                 | |
| 15° 7′ N, 89° 0′ O / 15.117°N,89.000°O  | Hondures                  | |
| 14° 15′ N, 89° 0′ O / 14.250°N,89.000°O | El Salvador               | |
| 13° 20′ N, 89° 0′ O / 13.333°N,89.000°O | Oceà Pacífic              | Passa a l'est de San Cristóbal, Galápagos, Equador (a 0° 43′ S, 89° 14′ O / 0.717°S,89.233°O) |
| 60° 0′ S, 89° 0′ O / 60.000°S,89.000°O  | Oceà Antàrtic             | |
| 72° 36′ S, 89° 0′ O / 72.600°S,89.000°O | Antàrtida                 | Territori Antàrtic Xilè, reclamat per Xile |